# (4686) Maisica
(4686) Maisica est un astéroïde de la ceinture principale.

## Description
(4686) Maisica est un astéroïde de la ceinture principale. Il fut découvert le 22 septembre 1979 à Naoutchnyï par Nikolaï Tchernykh. Il présente une orbite caractérisée par un demi-grand axe de 2,37 UA, une excentricité de 0,16 et une inclinaison de 4,5° par rapport à l'écliptique.

## Compléments